# Svétloie (Astracan)
|  | Per a altres significats, vegeu «Svétloie». |

Svétloie (en rus: Светлое) és un poble de l'óblast d'Astracan, a Rússia, segons el cens del 2010 tenia 254 habitants.